# Europaspiele 2023/Teilnehmer (Schweiz)
| Gelbes Symbol für Goldmedaillen mit stilisierten Olympischen Ringen | Graues Symbol für Silbermedaillen mit stilisierten Olympischen Ringen | Braundes Symbol für Bronzemedaillen mit stilisierten Olympischen Ringen |
| ------------------------------------------------------------------- | --------------------------------------------------------------------- | ----------------------------------------------------------------------- |
| 7                                                                   | 5                                                                     | 10                                                                      |

Die Schweiz nahm mit 217 Athleten an den Europaspielen 2023 in Krakau teil.

## Medaillengewinner
| Name/n | Sportart       | Wettkampf                                              |
| --- | -------------- | ------------------------------------------------------ |
| Gold |                |                                                        |
| Nina Christen | Sportschiessen | 10 m Luftgewehr Frauen                                 |
| Nina Christen Audrey Gogniat Chiara Leone | Sportschiessen | 10 m Luftgewehr Team Frauen                            |
| Ramon Wipfli | Leichtathletik | 800 m Männer                                           |
| Jason Joseph | Leichtathletik | 110 m Hürden Männer                                    |
| Michelle Heimberg | Wasserspringen | 1 m Kunstspringen Frauen                               |
| Nina Christen Jan Lochbihler | Sportschiessen | 50 m Kleinkalibergewehr Dreistellungskampf Team Mixed  |
| Glenn Hodel Silvano Kessler Eliott Mounoud Noël Ott Gabriel Pereira Michael Rodrigues Patrick Rüttimann Ariel Schranz Sandro Spaccarotella Dejan Stanković Tobias Steinemann Angelo Wüest | Beachsoccer    | Männer                                                 |
| Silber |                |                                                        |
| Elena Quirici | Karate         | Kumite bis 68 kg Frauen                                |
| Lars Forster | Radsport       | Cross-Country Männer                                   |
| Nina Christen Sarina Hitz Chiara Leone | Sportschiessen | 50 m Kleinkalibergewehr Dreistellungskampf Team Frauen |
| Alexis Bayard Hadrien Favre Max Heinzer | Fechten        | Degen Team Männer                                      |
| Martin Dougoud | Kanu           | Kanuslalom K1 Männer                                   |
| Bronze |                |                                                        |
| Yuki Ujihara | Karate         | Kata Männer                                            |
| Keziah Chabin Thomas Rufer Florian Faber | Bogenschiessen | Recurvebogen Männer Team                               |
| Sina Frei | Radsport       | Cross-Country Frauen                                   |
| Simon Ehammer | Leichtathletik | Weitsprung Männer                                      |
| Angelica Moser | Leichtathletik | Stabhochsprung Frauen                                  |
| Julien Clémence | Sportklettern  | Bouldern Männer                                        |
| Michelle Heimberg | Wasserspringen | 3 m Kunstspringen Frauen                               |
| Adrien Briffod | Triathlon      | Einzel Männer                                          |
| Gregor Deschwanden | Skispringen    | Normalschanze Einzel Männer                            |
| Jenjira Stadelmann | Badminton      | Einzel Frauen                                          |

## Teilnehmer nach Sportarten

### Badminton
- Tobias Künzi
- Minh Quang Pham
- Caroline Racloz
- Jenjira Stadelmann

### 3×3-Basketball
| Wettbewerb   | Männer                                                     | Frauen                                              |
| ------------ | ---------------------------------------------------------- | --------------------------------------------------- |
| Athleten     | Marco Lehmann Gilles Martin Westher Molteni Titouan Vannay | Gloria Ikateka Eléa Jacquot Lin Schwarz Lana Wenger |
| Gruppenphase | Österreich 16:21 Rumänien 20:21 Litauen 18:22              | Niederlande 14:20 Israel 20:17 Spanien 9:22         |
| Viertelfinal | ausgeschieden                                              | ausgeschieden                                       |
| Halbfinal    | ausgeschieden                                              | ausgeschieden                                       |
| Bronze/Final | ausgeschieden                                              | ausgeschieden                                       |
| Rang         |                                                            | 13                                                  |

Ersatz: Nadia Constantin, Evita Herminjard

### Beachsoccer
| Wettbewerb      | Männer |
| --------------- | --- |
| Athleten        | Glenn Hodel Silvano Kessler Eliott Mounoud Noël Ott Gabriel Pereira Michael Rodrigues Patrick Rüttimann Ariel Schranz Sandro Spaccarotella Dejan Stanković Tobias Steinemann Nicolas Stáuble Angelo Wüest |
| Trainer         | Angelo Schirinzi |
| Gruppenphase    | Moldau 9:4 Ukraine 4:2 Italien 3:5 |
| Halbfinal       | Portugal 4:4 (4:3 n.N.) |
| Platzierung 5–8 | Italien 5:2 |
| Rang            | Gold |

Ersatz: Nicolas Stáuble

### Bogenschiessen
- Laura Amato
- Keziah Chabin
- Florian Faber
- Thomas Rufer

### Boxen
- Anna Jenni
- Ana Milišić

### Fechten
- Alexis Bayard
- Pauline Brunner
- Angeline Favre
- Aurore Favre
- Hadrien Favre
- Ian Hauri
- Max Heinzer
- Angela Krieger

### Kanu

#### Kanurennsport
- Franziska Widmer

#### Kanuslalom
- Gelindo Chiarello
- Martin Dougoud
- Thomas Koechlin
- Alena Marx
- Dimitri Marx
- Manuel Munsch
- Jan Rohrer

### Karate

#### Kata
- Yuki Ujihara

#### Kumite
- Noah Pisino
- Elena Quirici

### Kickboxen
- Roy Cipriano
- Isabelle Hagen
- Maeline Lachaud
- Danylo Mancari

### Leichtathletik
| Wettbewerb  | Wettbewerb | Punkte | Punkte | Punkte | Punkte | Punkte | Punkte | Punkte     | Punkte    | Punkte    | Punkte      | Punkte           | Punkte      | Punkte    | Punkte     | Punkte     | Punkte         | Punkte     | Punkte     | Punkte     | Punkte | Rang |
| Wettbewerb  | Wettbewerb | 100 m  | 200 m  | 400 m  | 800 m  | 1500 m | 5000 m | 110 m Hü.* | 400 m Hü. | 4 × 100 m | 4 × 400 m** | 3000 m Hindernis | Kugelstoßen | Speerwurf | Hammerwurf | Diskuswurf | Stabhochsprung | Hochsprung | Dreisprung | Weitsprung | Gesamt | Rang |
| ----------- | ---------- | ------ | ------ | ------ | ------ | ------ | ------ | ---------- | --------- | --------- | ----------- | ---------------- | ----------- | --------- | ---------- | ---------- | -------------- | ---------- | ---------- | ---------- | ------ | ---- |
| 1. Division | Männer     | 10     | 12     | 7      | 16     | 3      | 3      | 16         | 11        | 4         | 9           | 10               | 5           | 2         | 4          | 3          | 5              | 2          | 5          | 14         | 263    | 12   |
| 1. Division | Frauen     | 12     | 4      | 8      | 16     | 12     | 5      | 0          | 3         | 12        | 9           | 8                | 9           | 1         | 1          | 1          | 15             | 10         | 1          | 4          | 263    | 12   |

* Die Frauen traten über 100 m Hürden, statt 110 m Hürden an.
** Die 4 × 400 m waren ein Mixed-Wettkampf.

#### Einzelresultate
| Wettbewerb       | Männer                                                           | Männer          | Männer | Männer      | Frauen                                             | Frauen          | Frauen | Frauen      |
| Wettbewerb       | Athlet                                                           | Ergebnis        | Rang   | Rang Gesamt | Athletin                                           | Ergebnis        | Rang   | Rang Gesamt |
| ---------------- | ---------------------------------------------------------------- | --------------- | ------ | ----------- | -------------------------------------------------- | --------------- | ------ | ----------- |
| 100 m            | Pascal Mancini                                                   | 10,31 s         | 07     | 09          | Géraldine Frey                                     | 11,26 s         | 05     | 06          |
| 200 m            | Timothé Mumenthaler                                              | 20,76 s         | 05     | 08          | Géraldine Frey                                     | 23,57 s         | 13     | 22          |
| 400 m            | Lionel Spitz                                                     | 45,81 s         | 10     | 14          | Giulia Senn                                        | 52,22 s PB      | 09     | 15          |
| 800 m            | Ramon Wipfli                                                     | 1:46,73 min     | 01     | Gold        | Audrey Werro                                       | 1:59,95 min     | 01     | 04          |
| 1500 m           | Silas Zurfluh                                                    | 3:43,81 min     | 14     | 22          | Lore Hoffmann                                      | 4:12,88 min     | 05     | 11          |
| 5000 m           | Leon Berthold                                                    | 14:16,88 min SB | 14     | 24          | Nicole Egger                                       | 15:55,95 min SB | 12     | 21          |
| 110/100 m Hürden | Jason Joseph                                                     | 13,12 s CR      | 01     | Gold        | Ditaji Kambundji                                   | DSQ             | DSQ    | DSQ         |
| 400 m Hürden     | Dany Brand                                                       | 49,97 s         | 06     | 11          | Salome Hüsler                                      | 57,52 s PB      | 14     | 18          |
| 3000 m Hindernis | Michael Curti                                                    | 8:35,12 min     | 07     | 07          | Sibylle Häring                                     | 10:04,02 min    | 09     | 16          |
| 4 × 100 m        | Pascal Mancini Timothé Mumenthaler Felix Svensson Enrico Güntert | 51,58 s SB      | 13     | 39          | Lena Weiss Salomé Kora Géraldine Frey Céline Bürgi | 43,39 s SB      | 05     | 05          |
| Kugelstoßen      | Stefan Wieland                                                   | 18,50 m         | 12     | 23          | Miryam Mazenauer                                   | 16,15 m         | 08     | 11          |
| Speerwurf        | Franck Di Sanza                                                  | 68,78 m         | 15     | 28          | Sabrina Boss                                       | 46,54 m         | 16     | 29          |
| Hammerwurf       | Lukas Baroke                                                     | 61,34 m         | 13     | 28          | Lydia Wehrli                                       | 58,17 m         | 16     | 29          |
| Diskuswurf       | Gian Vetterli                                                    | 54,29 m PB      | 14     | 27          | Chiara Baumann                                     | 43,64 m         | 16     | 34          |
| Stabhochsprung   | Valentin Imsand                                                  | 5,45 m          | 12     | 12          | Angelica Moser                                     | 4,60 m          | 02     | Bronze      |
| Hochsprung       | Noam Pritchett                                                   | 2,05 m          | 15     | 27          | Salome Lang                                        | 1,84 m          | 07     | 14          |
| Dreisprung       | Carlos Kouassi                                                   | 14,40 m         | 12     | 33          | Barbara Leuthard                                   | 12,22 m         | 16     | 35          |
| Weitsprung       | Simon Ehammer                                                    | 7,95 m          | 03     | Bronze      | Daniela Gubler                                     | 6,05 m          | 13     | 23          |

| Wettbewerb | Mixed                                                         | Mixed          | Mixed | Mixed       |
| Wettbewerb | Athleten                                                      | Ergebnis       | Rang  | Rang Gesamt |
| ---------- | ------------------------------------------------------------- | -------------- | ----- | ----------- |
| 4 × 400 m  | Lionel Spitz Giulia Senn Ricky Petrucciani Julia Niederberger | 3:14,22 min NR | 08    | 08          |

Ersatz: Dominik Alberto, Celine Albisser, Sarah Atcho, Priska Auf der Mauer, Meret Baumgartner, Jarod Biya, Julien Bonvin, Romuald Brosset, Céline Buchser, Romy Burkhard, Guillaume Cachelin, Laurent Carron, Sylvain Chuard, Coline Cottier, Charles Devantay, Karin Disch, Jan Drabik, Tom Elmer, Marithe-Thérèse Engondo, Vanessa Fust, Finley Gaio, Loïc Gasch, Yasmin Giger, Jonathan Hofer, Jérôme Hostettler, Mathieu Jaquet, Lucien Kern, Nathacha Kouni, Shirley Lang, Bradley Lestrade, Fabio Luginbühl, David Naki, Marco Niederhauser, Iris Nowack, Shelby Odier, Robin Oester, Rachel Pellaud, Loris Pellaz, Nicolas Pfrommer, Antje Pfüller, Léonie Pointet, William Reais, Mathilde Rey, Noémie Salamin, Chiara Scherrer, Simon Sieber, Nick Stalder, Jephté Vogel, Ronja Wengi, Silvan Wicki, Joceline Wind, Lars Wolfisberg, Nahom Yirga

### Moderner Fünfkampf
- Alexandre Dällenbach
- Lea Egloff
- Anna Jurt
- Florina Jurt
- Katharina Jurt
- Vital Müller

### Padel
- Karin Heuchenberger
- Kilian Jordan
- Larissa Meyer
- Gaëlle Rey
- Valentin Wenger

### Radsport

#### BMX-Freestyle
- Nikita Ducarroz

#### Mountainbike
- Alexandre Balmer
- Ramona Forchini
- Lars Forster
- Sina Frei
- Andri Frischknecht
- Marcel Guerrini
- Steffi Häberlin
- Linda Indergand
- Alessandra Keller
- Nicole Koller
- Thomas Litscher
- Jolanda Neff
- Joel Roth
- Luca Schätti
- Simon Walter

### Schiessen
- Nina Christen
- Christoph Dürr
- Audrey Gogniat
- Sarina Hitz
- Chiara Leone
- Jan Lochbihler
- Jason Solari

### Skispringen
| Athleten                                                  | Wettbewerb    | 1. Durchgang                                    | 1. Durchgang | 1. Durchgang | 2. Durchgang                                    | 2. Durchgang | 2. Durchgang | Gesamt | Gesamt |
| Athleten                                                  | Wettbewerb    | Weite                                           | Punkte       | Rang         | Weite                                           | Punkte       | Rang         | Punkte | Rang   |
| --------------------------------------------------------- | ------------- | ----------------------------------------------- | ------------ | ------------ | ----------------------------------------------- | ------------ | ------------ | ------ | ------ |
| Frauen                                                    |               |                                                 |              |              |                                                 |              |              |        |        |
| Sina Arnet                                                | Normalschanze | 076,5 m                                         | 85,0         | 23           | 079,5 m                                         | 82,5         | 24           | 167,5  | 23     |
| Sina Arnet                                                | Großschanze   | 107,5 m                                         | 74,5         | 21           | 113,5 m                                         | 86,7         | 19           | 161,2  | 20     |
| Emely Torazza                                             | Großschanze   | 098,5 m                                         | 57,7         | 28           | 105,0 m                                         | 73,8         | 25           | 131,5  | 26     |
| Männer                                                    |               |                                                 |              |              |                                                 |              |              |        |        |
| Gregor Deschwanden                                        | Normalschanze | 107,0 m                                         | 130,6        | 02           | 101,5 m                                         | 127,4        | 08           | 258,0  | Bronze |
| Gregor Deschwanden                                        | Großschanze   | 131,0 m                                         | 128,9        | 09           | 126,0 m                                         | 115,1        | 18           | 244,0  | 11     |
| Killian Peier                                             | Normalschanze | 097,0 m                                         | 112,5        | 20           | 094,5 m                                         | 111,3        | 23           | 223,8  | 20     |
| Killian Peier                                             | Großschanze   | 122,5 m                                         | 161,1        | 25           | 131,0 m                                         | 117,0        | 14           | 233,1  | 20     |
| Mixed                                                     |               |                                                 |              |              |                                                 |              |              |        |        |
| Emely Torazza Killian Peier Sina Arnet Gregor Deschwanden | Normalschanze | 076,0 m (8) 093,5 m (5) 091,5 m (5) 106,5 m (1) | 378,5        | 6            | 081,5 m (7) 096,5 m (4) 90,0 m (5) 0101,0 m (3) | 387,2        | 5            | 765,7  | 6      |

### Sportklettern
- Julien Clémence
- Liv Egli
- Nino Grünenfelder
- Pirmin Scheuber
- Jonas Utelli
- Sofya Yokoyama

### Synchronschwimmen
- Ilona Fahrni
- Emma Grosvenor
- Jessica Jütz
- Ladina Lippuner
- Sofie Müntener
- Alice Ponsar
- Chloé Regard
- Baou Schüpbach
- Anna Tary

### Taekwondo
- Warrick Galland

### Tischtennis
- Rachel Moret

### Triathlon
- Rebecca Beti
- Adrien Briffod
- Sylvain Fridelance
- Nora Gmür
- Alissa König
- Max Studer

### Wasserspringen
- Thibaud Bucher
- Madeline Coquoz
- Guillaume Dutoit
- Michelle Heimberg
- Fabian Stepinski
- Jonathan Suckow